# てんとうむし (小惑星)
てんとうむし(18399 Tentoumusi)は、小惑星帯に位置する小惑星である。北海道北見市で円舘金と渡辺和郎によって発見された。名前はコウチュウ目テントウムシ科の昆虫にちなむ。